# Phalangeriformes
Sous-ordre
Synonymes
- Phalangerida[1]

Les Phalangeriformes sont un sous-ordre de petits marsupiaux appelés en français couscous, phalangers, Acrobates, souris à miel ou encore planeurs dans le cas de certains écureuils volants. Ils sont dits aussi parfois « possums », wyuldas, trioks… Ce sous-ordre des mammifères est divisé en deux superfamilles.

## Liste des super-familles
- Petauroidea Bonaparte, 1838
- Phalangeroidea Thomas, 1888

## Classification
- Sous ordre des Phalangeriformes : possums, planeurs et alliés
  - Superfamille Phalangeroidea
    - Famille Burramyidae : (possums pigmées)
      - Genre Burramys
        - possum nain des montagnes, Burramys parvus, (Mountain Pygmy Possum)

      - Genre Cercartetus
        - Possum pygmée à longue queue, Cercartetus caudatus, (Long-tailed Pygmy Possum)
        - Cercartetus concinnus, Cercartetus concinnus, (Southwestern Pygmy Possum)
        - Cercartetus lepidus, Cercartetus lepidus, (Tasmanian Pygmy Possum)
        - Phalanger pygmée, Cercartetus nanus, (Eastern Pygmy Possum)

    - Famille Phalangeridae :
      - Sous Famille Ailuropinae
        - Genre Ailurops
          - Ailurops melanotis, Ailurops melanotis, (Talaud Bear Cuscus)
          - Ailurops ursinus, Ailurops ursinus, (Sulawesi Bear Cuscus)

      - Sous Famille Phalangerinae
        - Tribu Phalangerini
          - Genre Phalanger
            - Phalanger alexandrae, Phalanger alexandrae, (Gebe Cuscus)
            - Phalanger carmelitae, Phalanger carmelitae, (Mountain Cuscus)
            - Phalanger gymnotis, Phalanger gymnotis, (Ground Cuscus)
            - Phalanger intercastellanus, Phalanger intercastellanus, (Eastern Common Cuscus)
            - Phalanger lullulae, Phalanger lullulae, (Woodlark Cuscus)
            - Phalanger matabiru, Phalanger matabiru, (Blue-eyed Cuscus)
            - Phalanger matanim, Phalanger matanim, (Telefomin Cuscus)
            - Phalanger mimicus, Phalanger mimicus, (Southern Common Cuscus)
            - Phalanger orientalis, Phalanger orientalis, (Northern Common Cuscus)
            - Phalanger ornatus, Phalanger ornatus, (Ornate Cuscus)
            - Phalanger rothsschildi, Phalanger rothsschildi, (Rothschild's Cuscus)
            - Phalanger sericeus, Phalanger sericeus, (Silky Cuscus)
            - Phalanger vestitus, Phalanger vestitus, (Stein's Cuscus)

          - Genre Spilocuscus
            - Spilocuscus kraemeri, Spilocuscus kraemeri, (Admirality Island Cuscus)
            - Spilocuscus maculatus, Spilocuscus maculatus, (Common Spotted Cuscus)
            - Spilocuscus papuensis, Spilocuscus papuensis, (Waigeou Cuscus)
            - Spilocuscus rufoniger, Spilocuscus rufoniger, (Black-spotted Cuscus)
            - Spilocuscus wilsoni, Spilocuscus wilsoni, (Blue-eyed Spotted Cuscus)

        - Tribu Trichosurini
          - Genre Strigocuscus
            - Strigocuscus celebensis, Strigocuscus celebensis, (Sulawesi Dwarf Cuscus)
            - Strigocuscus pelengensis, Strigocuscus pelegensis,(Banggai Cuscus)

          - Genre Trichosurus
            - Trichosurus arnhemensis, Trichosurus arnhemensis, (Northern Brushtail Possum)
            - Trichosurus caninus, Trichosurus caninus, (Short-eared Possum)
            - Trichosurus cunninghami, Trichosurus cunninghami, (Mountain Brushtail Possum)
            - Trichosurus johnstonii, Trichosurus johnstonii, (Coppery Brushtail Possum)
            - Trichosurus vulpecula Trichosurus vulpecula (Common Brushtail Possum)

          - Genre Wyulda
            - Wyulda squamicaudata, Wyulda squamicaudata, (Scaly-tailed Possum)

  - Superfamille Petauroidea
    - Famille Pseudocheiridae
      - Sous Famille Hemibelideinae
        - Genre Hemibelideus
          - Phalanger lémurien, Hemibelideus lemuroides, (Lemur-like Ringtail Possum)

        - Genre Petauroides
          - Grand planeur, Petauroides volans, (Greater Glider)

      - Sous Famille Pseudocheirinae
        - Genre Petropseudes
          - Petropseudes dahli, Petropseudes dahli, (Rock-haunting Ringtail Possum)

        - Genre Pseudocheirus
          - Possum à queue en anneau, Pseudocheirus peregrinus, (Common Ringtail Possum)

        - Genre Pseudochirulus
          - Pseudochirulus canescens, Pseudochirulus canescens, (Lowland Ringtail Possum)
          - Pseudochirulus caroli, Pseudochirulus caroli, (Weyland Ringtail Possum)
          - Pseudochirulus canescens, Pseudochirulus canescens, (Cinereus Ringtail Possum)
          - Pseudochirulus forbesi, Pseudochirulus forbesi, (Painted Ringtail Possum)
          - Pseudochirulus herbertensis, Pseudochirulus herbertensis, (Herbert River Ringtail Possum)
          - Pseudochirulus larvatus, Pseudochirulus larvatus, (Masked Ringtail Possum)
          - Pseudochirulus mayeri, Pseudochirulus mayeri, (Pygmy Ringtail Possum)
          - Pseudochirulus schlegeli, Pseudochirulus schlegeli, (Vogelkop Ringtail Possum)

      - Sous Famille Pseudochiropinae
        - Genre Pseudochirops
          - Pseudochirops albertisii, Pseudochirops albertisii, (D'Albertis' Ringtail Possum)
          - Pseudochirops archeri, Pseudochirops archeri, (Green Ringtail Possum)
          - Pseudochirops corinnae, Pseudochirops corinnae, (Plush-coated Ringtail Possum)
          - Pseudochirops coronatus, Pseudochirops coronatus, (Reclusive Ringtail Possum)
          - Pseudochirops cupreus, Pseudochirops cupreus, (Coppery Ringtail Possum)

    - Famille Petauridae
      - Genre Dactylopsila
        - Triok à grande queue, Dactylopsila megalura, (Great-tailed Triok)
        - Triok à longs doigts, Dactylopsila palpator, (Long-fingered Triok)
        - Possum rayé des Iles Fergusson, Dactylopsila tatei, (Tate's Triok)
        - Possum rayé, Dactylopsila trivirgata, (Striped Possum)

      - Genre Gymnobelideus
        - Possum de Leadbeater, Gymnobelideus leadbeateri, (Leadbeater's Possum)

      - Genre Petaurus
        - Planeur nordique, Petaurus abidi, (Northern Glider)
        - Petaurus australis, Petaurus australis, (Yellow-bellied Glider)
        - Petaurus biacensis, Petaurus biacensis, (Biak Glider)
        - Planeur de sucre, Petaurus breviceps, (Sugar Glider)
        - Petaurus gracilis, Petaurus gracilis, (Mahogany Glider)
        - Ecureuil planeur, Petaurus norfolcensis, (Squirrel Glider)

    - Famille Tarsipedidae
      - Genre Tarsipes
        - souris à miel  , Tarsipes rostratus (Honey Possum)

    - Famille Acrobatidae
      - Genre Acrobates
        - Acrobate pygmée, Acrobates pygmaeus (Feathertail Glider) 

      - Genre Distoechurus
        - Phalanger à queue plumeuse, Distoechurus pennatus (Feather-tailed Possum)